# Volcán Lanín

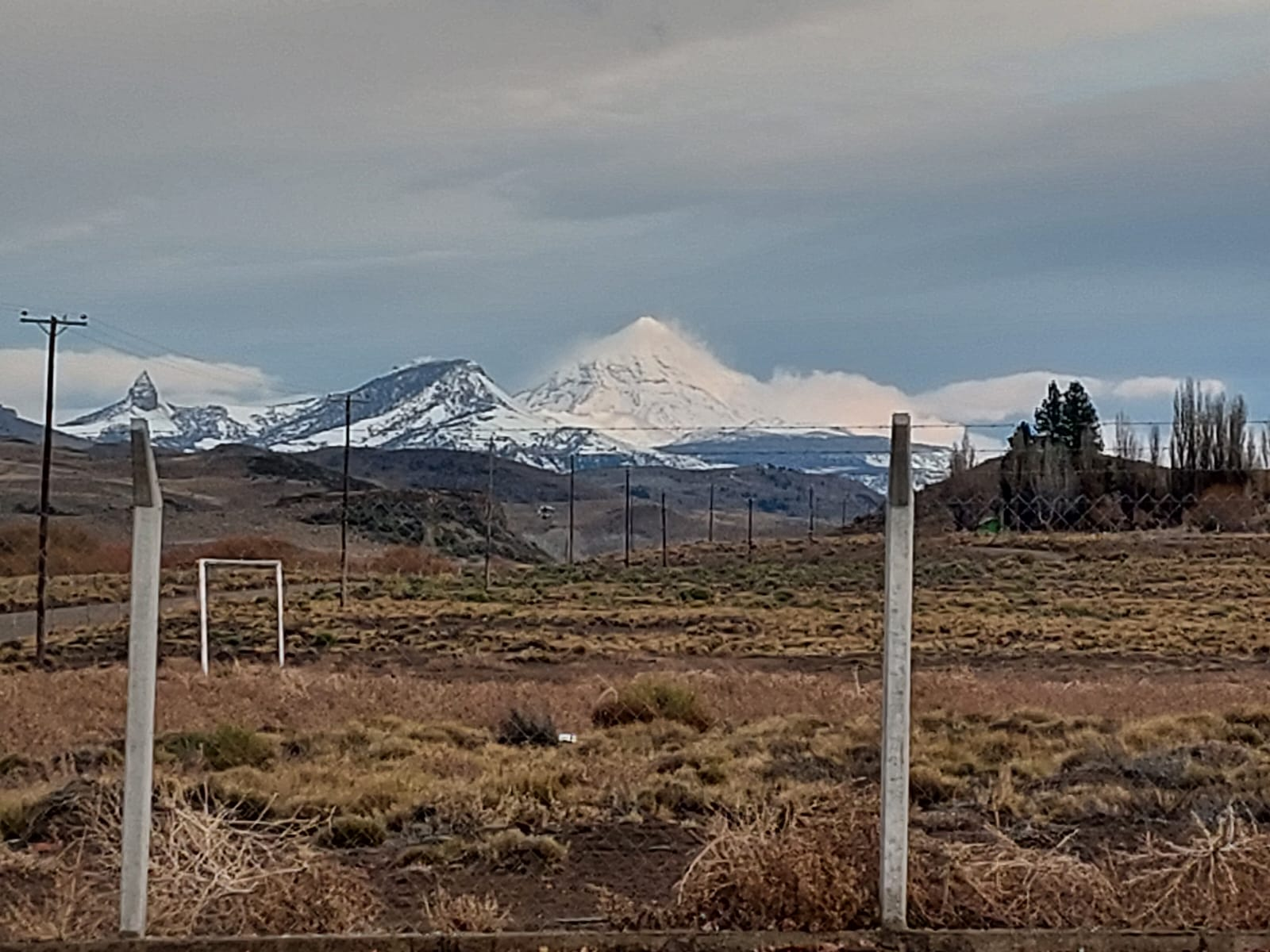
Vista del Volcán Lanín, desde el Paraje Costa del Malleo.

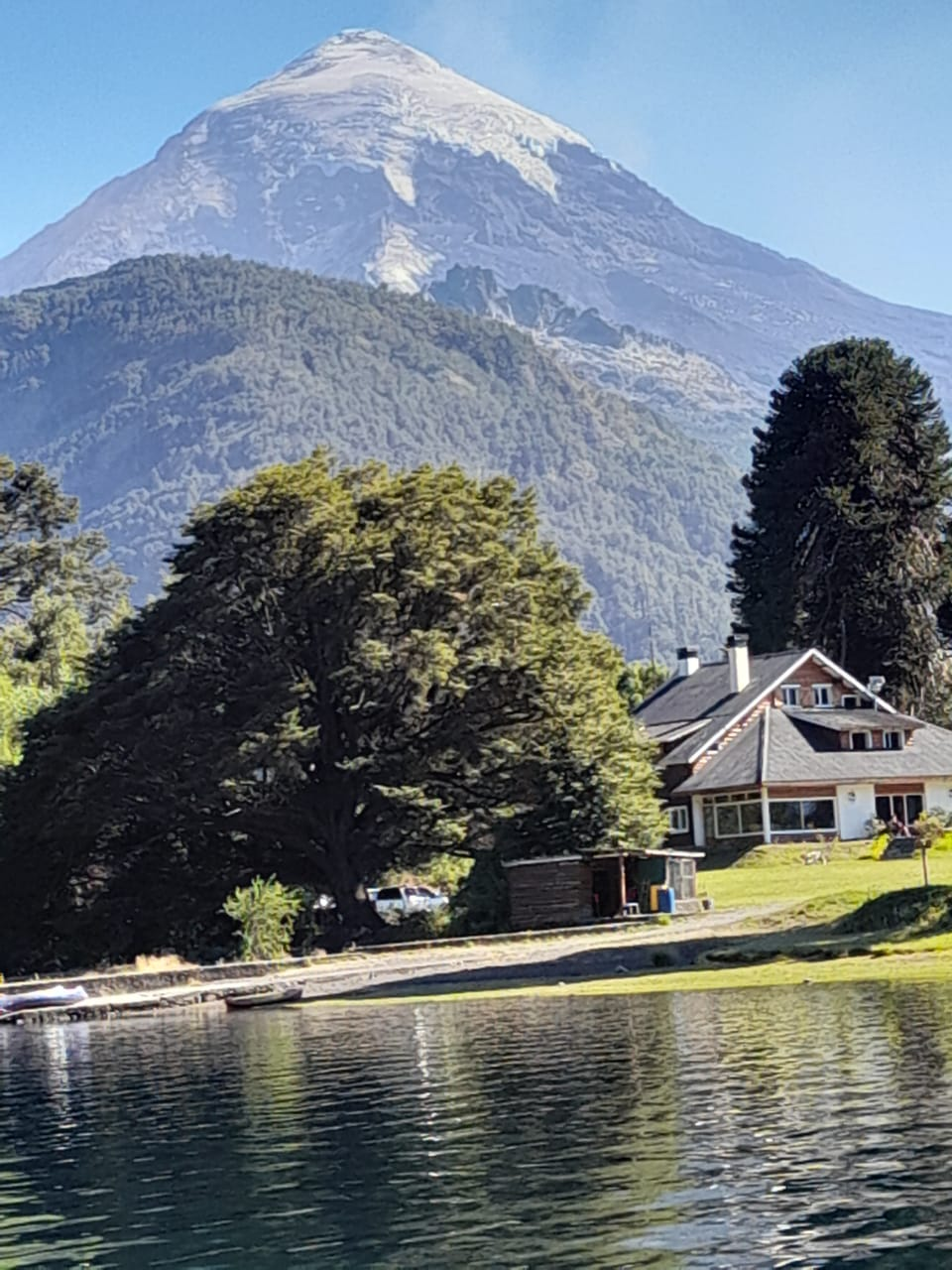
Volcán Lanin- Patagonia Argentina- 2022

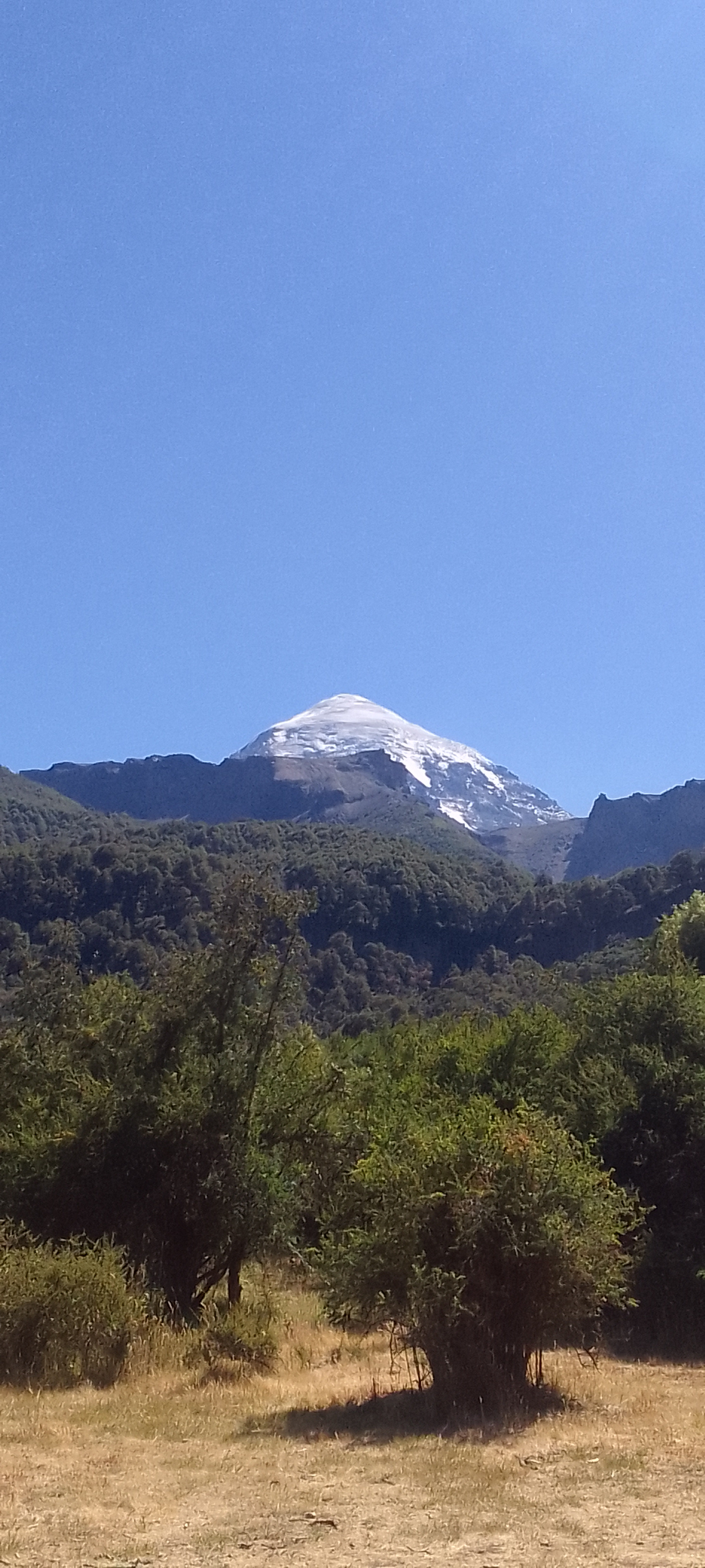
Volcán Lanin- Paimun.

El Lanín  (en mapudungún: Pillañzegüñ), es un estratovolcán considerado activo, ubicado en el sur de Argentina y Chile. Tiene una altitud de 3776 metros sobre el nivel del mar, este volcán se encuentra incluido en el Cinturón de Fuego del Pacífico. Por primera vez en tiempos históricos se detectó actividad en el volcán a partir del 15 de febrero de 2017 producto de movimientos sísmicos en su interior. Anteriormente pudo haber tenido actividad aproximadamente en el 540 después de Cristo datada por radiocarbono y su última erupción se estima que ocurrió hace 1600 años. Fue avistado en 1782 por el explorador español Basilio Villarino quien lo señala como el Cerro Imperial, y comenta que los lugareños los llamaban Yajaunaujén. El cráter que pudo dejar su última erupción no es visible y se cree que está sepultado bajo el glaciar que se encuentra en la cima de la montaña.
Se encuentra ubicado en el departamento Huiliches, en cercanías de la ciudad de Junín de los Andes, provincia del Neuquén, en el límite entre Argentina y Chile, rodeado por los lagos Paimún y Huechulafquen al Sur y el Lago Tromen al norte, y le da nombre al parque que lo contiene, el parque nacional Lanín. La parte chilena está incluida en el parque nacional Villarrica comuna de Curarrehue, Provincia de Cautín, Región de La Araucanía.
Presenta grandes glaciares en su cara sur. Los de su cara norte eran visibles hasta los años 1980, pero actualmente están casi completamente fundidos.
El volcán tiene un atractivo turístico internacional especialmente por las actividades deportivas de alta montaña. Su ascenso es relativamente sencillo por la cara norte, practicándose desde el acceso al lago Tromen, sobre el Paso Mamuil Malal que une las ciudades de Junín de los Andes (Argentina) con Curarrehue (Chile). El ascenso al mismo se encuentra regulado por Parques nacionales y por Gendarmería Nacional Argentina.
Es el símbolo de la Provincia del Neuquén, formando su imagen parte principal del escudo provincial y de su himno. Su valor social lo constituye en emblema, otorgando identidad para las comunidades mapuches para quienes es un sitio sagrado, es reconocido y aceptado internamente como ícono unificador de esa sociedad y hacia el afuera como representativos del grupo.
Dado que está rodeado de montañas mucho más bajas que él, es visible desde las cercanías de Zapala y Piedra del Águila (Argentina), a casi 200 km hacia el Este y en Chile es visible incluso desde Temuco.

## Toponimia
El Idioma mapuche o mapudungun es una lengua ágrafa, es decir no tuvo escritura, por lo que los posibles significados de los vocablos pueden variar según las interpretaciones. Podría provenir del vocablo mapuche Lanlil, que quiere decir "nos hundimos"
Otra hipótesis es un vocablo mapuche que también significa la roca muerta. Habitantes mapuches de la zona indican que "Lanín" significa murió de un atracón.

## Leyenda
Pillán, el Dios del mal vivía en la cumbre y como dueño de la montaña no deseaba que nadie accediera a ella. Por ello, cuando la tribu de Huanquimil llegó a la cima, persiguiendo huemules, desencadenó una tormenta y el volcán empezó a arrojar lava, humo, llamas ardientes y cenizas. La población, aterrorizada consultó con el brujo de la tribu que podían hacer para calmar la furia de Pillán y éste les informó que era necesario sacrificar a Huilefún, la hija menor del cacique, que Quechuán (el muchacho más joven y más valiente de la tribu) debía arrojarla al volcán. Quechuán la abandona en un lugar cercano a la cima, donde cuando la princesa se queda sola se acerca un cóndor que la sujeta con sus garras y la arroja al cráter. Efectivamente, el sacrificio de Huilefún calma para siempre la ira de Pillán y desde entonces el Lanín es un volcán apagado, pero con sus fuegos ocultos debajo de la cúpula blanca.
Incluso en la actualidad la comunidad mapuche considera el Volcán como un sitio sagrado por lo que no realizan ascenciones.

## Características generales

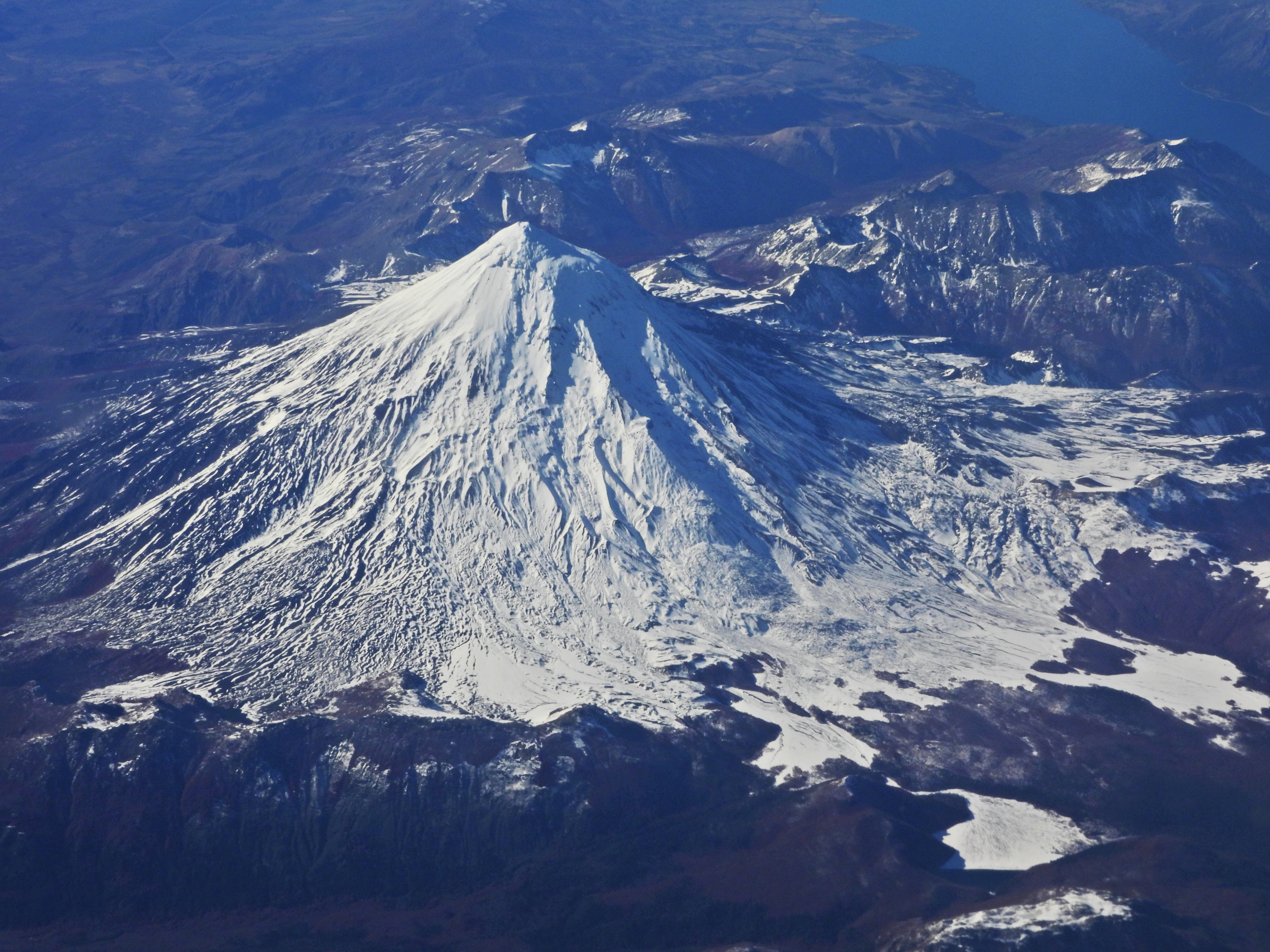
Volcán Lanín visto desde el aire hacia el este.

### Clima
En la zona altoandina (sobre los 1600 m s. n. m.) el clima es más riguroso que el típico de la Cordillera Patagónica. En el volcán y sus alrededores el clima es frío y seco, llamado de alta montaña encima de los 3000 m s. n. m. (con temperaturas muy frías y precipitaciones elevadas, casi siempre en forma de nieve, en invierno). En verano las temperaturas extremas van de 0 °C a 33 °C con una media que oscila los 20 °C, mientras que en invierno la media es de 4 °C, con mínimas de -3 °C y máximas de 16 °C.
Como en toda la cordillera hay un marcado gradiente en las lluvias que oscilan entre los 1000 mm hasta los 3500 mm anuales en el extremo oeste. Las precipitaciones se concentran en la época invernal, produciéndose frecuentes nevadas entre mayo y octubre.
A partir del calentamiento global el agua de deshielo ha disminuido. En particular, el volcán Lanín ya ha demostrado un retroceso en sus glaciares.

### Flora
En el parque nacional Lanín la vegetación es variada, pero las condiciones climáticas (que son muy diferentes según la zona) determina el tipo de especies vegetales que se desarrollan en cada zona del mismo. El volcán Lanín se localiza en el área de ecosistema del bosque subantártico dominado por la Araucaria combinado con ciprés (Austrocedrus), coihue (Nothofagus dombeyi), ñire (Nothofagus antarctica) y lenga (Nothofagus pumilio). La altura restringe el desarrollo de la vegetación, y en esos suelos rocosos se forman estepas graminosas y arbustivas.
Los incendios, muy comunes en esta zona (por ejemplo, aquellos ocurridos en marzo de 2009 y diciembre de 2010) ocasionan la pérdida de la vegetación. La estructura del bosque tarda décadas en regenerarse con sus diversos estratos.

### Fauna
Es la propia de la región zoogeográfica.

## Ascenso

### Requisitos generales
Antes de iniciar la ascensión es obligatorio registrarse en la Seccional del Río Turbio para ascender por la cara norte y en la Seccional Puerto Canoas para la cara sur. Al registrarse, se debe suministrar los siguientes datos:
- Identidad de los participantes y su domicilio en la zona y/o su lugar de origen.
- Actividad a realizar, itinerario y modalidad.
- Tiempo estimado de permanencia en la jurisdicción.

Luego, el personal a cargo realiza el chequeo del equipo requerido (que puede ser alquilado en Junín de los Andes o San Martín de los Andes) y la preparación técnica y psicofísica requeridos para el ascenso al volcán en los intentos de cumbre. En caso de satisfacer todos los requerimientos se otorga el permiso de ascenso y se brinda toda la información necesaria para realizar la travesía.

#### Equipo e indumentaria
Para el ascenso del volcán Lanín es requisito indispensable cumplir con las regulaciones referentes a la indumentaria y equipamiento
Para ascender por su ladera normal es necesario contar con: botas de trekking de calidad reconocida, campera de abrigo para montaña, abrigo sintético interior, pantalón y cubre pantalón, guantes o mitones, gorro de lana o material sintético, anteojos para sol o antiparras con filtro solar contra rayos UV, polainas, crampones, piolet homologado por la UIAA o bastones (para caminar por terreno sin nieve), botiquín con medicamentos personales, pantalla solar con filtro UV, aislante y bolsa de dormir, mosquetón con seguro (dos), dos cintas o cordines de diferentes dimensiones, linterna con batería de recambio, silbato, equipo de comunicaciones con batería adicional (VHF con frecuencia de APN y/u otras entidades).
Para ascender por su ladera sur es necesario contar, además del equipo para la ladera normal, con: casco de escalada, arnés o sillín de escalada, botas plásticas o dobles (en lugar de las de trekking), dos piquetas técnicas (en lugar de piolet y bastones), mosquetones de seguridad y simples, tornillos para hielo y estaca para nieve, cintas tubulares y cordines.
Además de todo el equipo que cada montañista deberá llevar, quienes asciendan en grupos deben llevar:
Cuerda de escalada de 50 metros por 9 mm de diámetro (una cada cuatro personas) para escalar la cara sur, pudiendo ser de 30 metros por 9 mm para la cara norte (una soga cada cuatro personas).
Calentador con carga adicional (uno cada cuatro personas).

#### Otros requisitos
Es necesario poseer conocimiento y experiencia sobre las distintas técnicas de desplazamiento en hielo.
En caso de tratarse de principiantes contratar los servicios de un guía de montaña habilitado por la Administración de Parques Nacionales (no se autorizará a guías de clubes de montaña sin habilitación de la Intendencia del parque nacional).
Intentar la cumbre sólo si las condiciones físicas y climáticas son buenas.
Al regresar informar al Guardaparque.

### Temporadas
Temporada Estival: desde el 1 de octubre hasta el 31 de mayo del año siguiente.
Temporada Invernal: desde el 1 de junio hasta el 30 de septiembre del mismo año.

### Topes horarios
En temporada estival las horas máximas de salida de la Seccional del Guardaparque son para la ruta normal las 14:00 y para la ruta sur a las 12:00.
En temporada invernal las horas máximas de salida de la Seccional del Guardaparque son a las 12:00 para la ruta normal y a las 10:00 para la ruta sur.

### Capacidad de carga
La cantidad máxima de visitantes que puede haber simultáneamente no deberá superar las 60 personas en su ladera normal y las 10 en su ladera sur al mismo tiempo.

### Cantidad de visitantes
La cantidad de visitantes que asciendan individualmente o en grupo por la ladera normal no deberá superar las 4 personas por cada guía habilitado. En este último caso de superar dicho número, el guía deberá contar con los servicios de otro guía de montaña habilitado.
Para el caso de las ascensiones a la cumbre del Volcán por la ladera sur, el grupo no podrá ser superior a cuatro personas incluido el guía, salvo expresa autorización del Guardaparque respectivo.

### Refugios
Todo refugio de montaña ubicado en el ámbito del parque nacional Lanín es de uso público excepto los pertenecientes al Ejército Argentino ubicados en el Volcán Lanín (RIM 26, BIM 6, y el denominado Paturuzú) en los cuales tienen prioridad de ocupación los grupos militares en ejercicio de sus funciones específicas.
Se debe pernoctar en alguno de los refugios y continuar la ascensión a primera hora de la mañana siguiente.
La cumbre se encuentra a 3776 m s. n. m. luego de 7 h aproximadamente se alcanza la misma. El descenso lleva entre 6 y 7 h por lo que puede hacerse en un solo tramo o pasar la noche en los refugios.
La permanencia máxima en cualquiera de los refugios es de una noche salvo emergencia y ocupación de los refugios militares por parte de éstos en ejercicio de sus funciones específicas.

### Suspensión del ascenso y circulación por senderos
Las actividades en montaña pueden ser suspendidas por el personal de Guardaparques en caso de operativo de búsqueda y rescate de personas accidentadas, combate de incendios, condiciones de riesgo debidamente justificadas que atenten la integridad física de los visitantes.

### Entrenamiento
Una técnica de entrenamiento que se utiliza para mejorar el rendimiento deportivo a partir de la optimización del transporte de oxígeno se denomina hipoxia intermitente. Es uno de los métodos más usados por los alpinistas, que desean acceder a grandes alturas.
La hipoxia intermitente es una estrategia muy efectiva y eficaz herramienta para entrenar en altitud, y va afianzándose progresivamente en el campo deportivo así como en el de la salud.
Esta propuesta fue realizada en 1997 por Levine y Stray-Gundersen de vivir en altitud y entrenar a nivel del mar (Live high-train low, LHTH) con lo que se introducía el concepto de hipoxia intermitente.
Muchos atletas e instituciones deportivas hacen uso de esta técnica, también para mejorar rendimiento deportivo a nivel del mar.
Actualmente, hay otros métodos iguales de eficaces que este, pero con la diferencia que se necesita mayor infraestructura, tiempo, insumos, etc, por tal esta en ese sentido es más propicia.

### Nutrición
La alimentación junto con las condiciones físicas, el entrenamiento, los factores psicológicos y el medio ambiente constituye la base del rendimiento deportivo.
La alimentación puede influir en el rendimiento, y la creencia en el consumo de ciertos alimentos puede conferir una ventaja psicológica, que es particularmente importante para el deportista.

Se considera que los montañistas deben consumir dietas ricas en hidratos de carbono. La mayoría de los estudios confirman que de esta forma se aumenta los depósitos musculares de glucógeno y se retarda la aparición de fatiga.
La reserva de glucógeno se realiza a nivel hepático y muscular, mediante modificación de la dieta prescrita.

Los carbohidratos (azúcares y almidones) son las fuentes de energía más importantes para excursionistas y montañistas. Se digieren fácilmente y requieren poco oxígeno y agua para ser transformados. Especialmente en alta montaña, la cantidad de carbohidratos a consumir debiera ser del orden del 80%.
Se recomienda ingerir cantidades suficientes de carbohidratos, proteínas, vitaminas y nutrientes minerales antes de empezar la excursión. La proporción óptima de carbohidratos, lípidos y proteínas debiera ser 4:1:1 Alimentación y Nutrición en alta Montaña (enlace roto disponible en Internet Archive; véase el historial, la primera versión y la última).. 

Durante el ascenso es recomendable ingerir alimentos en pequeñas porciones y en forma frecuente de alimentos hipercalóricos(frutas secas, pasas de uvas, frutas desecadas, caramelos, barras de cereal, chocolates, etc.).
La actividad del montañista es importante siempre estar hidratado, se recomienda comenzar la hidratación 24 h antes de comenzar el recorrido, y durante el trayecto hay que beber frecuente y abundantemente, llevar como mínimo 2 L de agua por persona. El sodio es necesario para una rehidratación más eficiente. Participan en los procesos reguladores del metabolismo cuatro micronutrientes importantes para la práctica del montañismo que son: Potasio, Calcio, Fósforo y Hierro. La ingesta de estos es vista como un complemento de la alimentación. Como prevención se recomienda dárselos a los excursionistas desde el inicio de la actividad, ya sea en forma de cristales o diluidos.

Para los montañistas se aconseja 3 a 4 veces mayor de vitamina C con un máximo de 2 g por día.
Los mayores esfuerzos físicos obligan a comer más y eso conlleva un incremento en los procesos involucrados en la transformación de la energía. Por lo tanto, podría esperarse que también debiera incrementarse la ingesta de Vitamina B.

### Peligrosidad
Son comunes los desprendimientos de rocas que se han cobrado víctimas.

## Conservación de la zona
En un principio era considerado de interés conservar el volcán por su solo condición del tal, pero hace unos años y gracias a los esfuerzos que Argentina, en general, está realizando en miras a la recuperación de todo lo referente a la tradición y cultura de pueblos originarios, el Lanín ha cobrado relevancia como referente de la cultura mapuche y se está analizando la posibilidad de elevarlo a la categoría de “intangible", lo que implicará que en esas zonas (en el Parque nacional Lanín, donde se encuentra el vocal homónimo) se restringirán las intervenciones humanas, las que estarían sujetas a un estricto control y vigilancia en consideración a la conservación de los ecosistemas protegidos. Lo más destacable de este “Plan de Gestión Parque nacional Lanín” Actualizaciòn Plan de Manejo Lanín(como se llama la propuesta que se inició en 2008) es que lo realizó el personal del propio parque pero realizando talleres de trabajo con las comunidades asentadas para así constituir un verdadero hito en cuanto a trabajo conjunto y co-manejo con las comunidades aborígenes.

## El Lanín y los mapuches
El Lanín tiene una importancia crucial para la comunidad que se autodenomina como mapuche mapuche como ícono de identificación y sitio sagrado. En la base de la cara norte se realiza la celebración de la rewe anual.
El rewe (que significa lugar puro) es el espacio de concentración de las fuerzas de la naturaleza donde la persona se interrelaciona con ellas en las ceremonias. Es un ritual de sacralización de la naturaleza. Según la cosmovisión de la comunidad mapuche el rewe debe ser un lugar abierto que permita visualizar el este (lugar donde nace el sol y la vida), porque allí se halla el “Nguenechén”, dios de los mapuches. A partir del año 2008 la ceremonia se realiza al pie del volcán donde se ora a dios para pedirle diversos favores.
Las autoridades del Parque fomentan el respeto del valor espiritual y emblemático que tiene el Lanín para el pueblo mapuche y se ha establecido que esos valores deben ser tenidos en cuenta al tomar cualquier decisión de manejo referente al mismo.
En este sentido la normativa establece que toda persona, acompañadas o no por Guías de montaña habilitados por la APN, que en su recorrido atraviesen áreas de pastaje de pobladores y/o comunidades originarias, deberán mostrar una conducta de respeto hacia los mismos, apersonándose a ellos a los efectos de informar el circuito programado.
Asimismo las autoridades han restringido el ascenso al volcán mientras dura la ceremonia (solo puede ascenderse por la cara sur), sin embargo el pueblo mapuche desea que en esos días no se permita ingresar al volcán por ninguno de los accesos.
Algunos consideran que estas actividades tienen un impacto negativo para las actividades turísticas y deportivas que se desarrollan en el volcán ya que desconocen que estas comunidades puedan identificarse realmente con los pueblos originarios a los que dicen pertenecer como así también por la violencia por la que se caracterizan contra el resto de las personas que visitan no solo el parque Lanin sino también otros sitios de interés.

## Galería

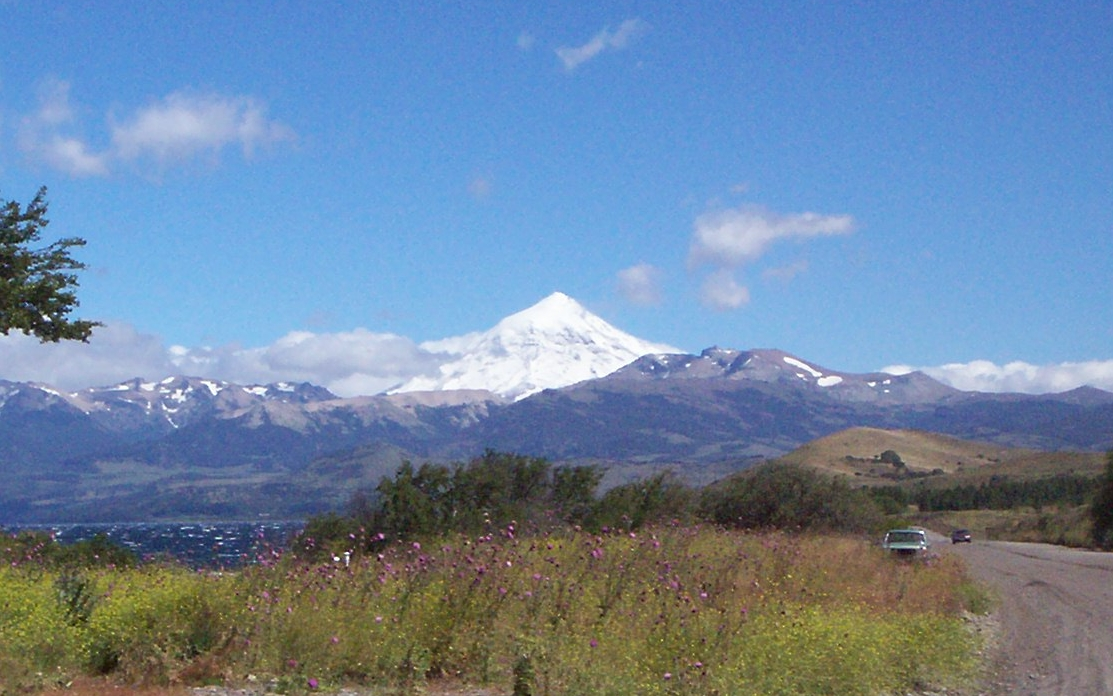
Vista desde el Lago Huechulafquen (Argentina).
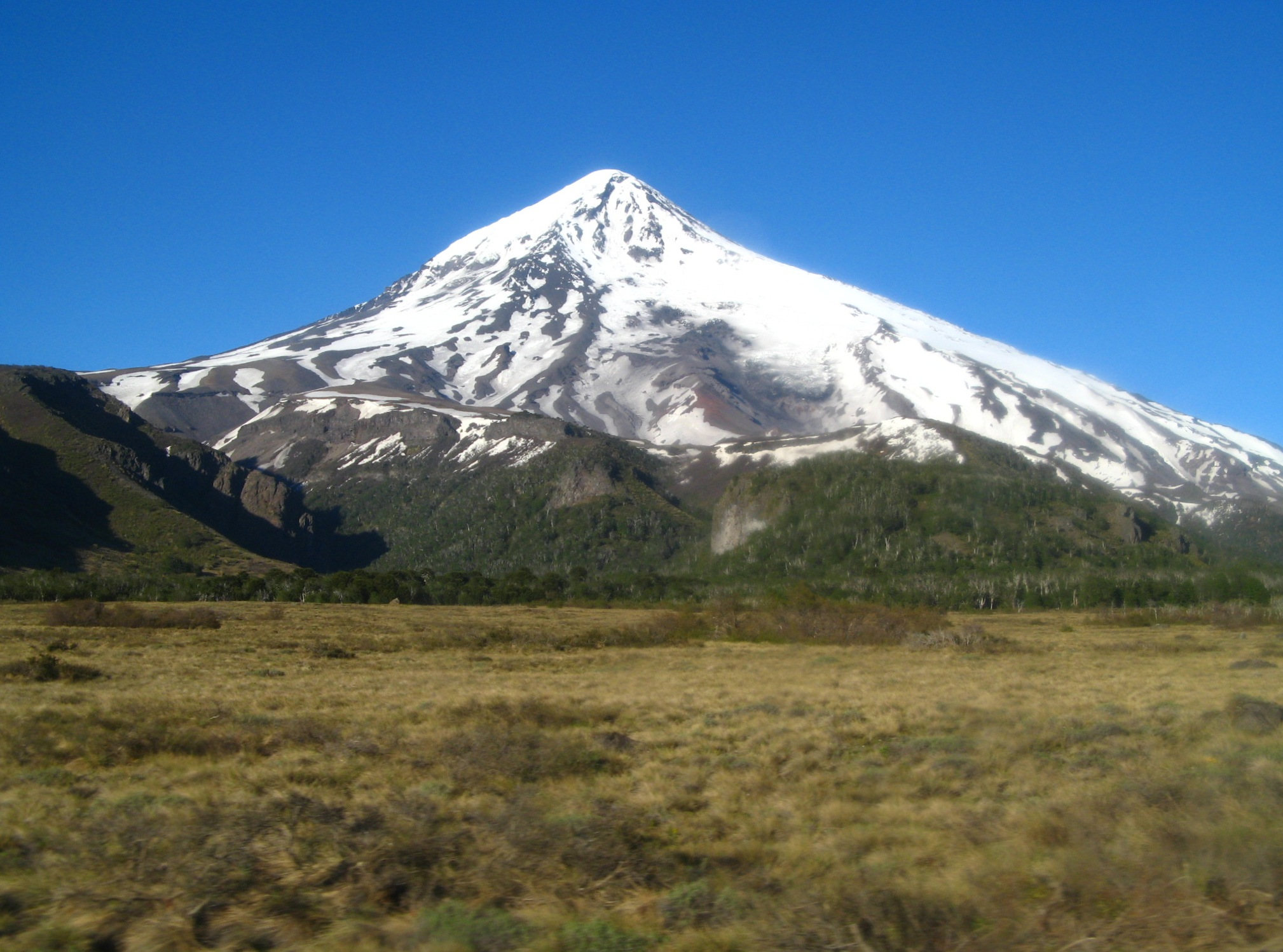
Volcán Lanín desde el paso Mamuil Malal.
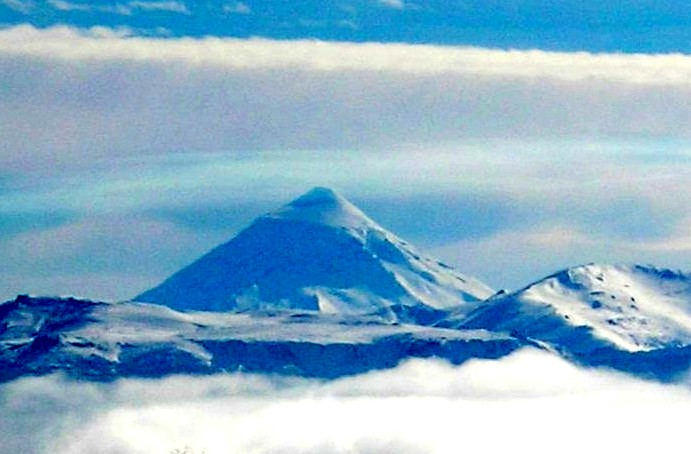
Volcán Lanín desde San Martín de los Andes.
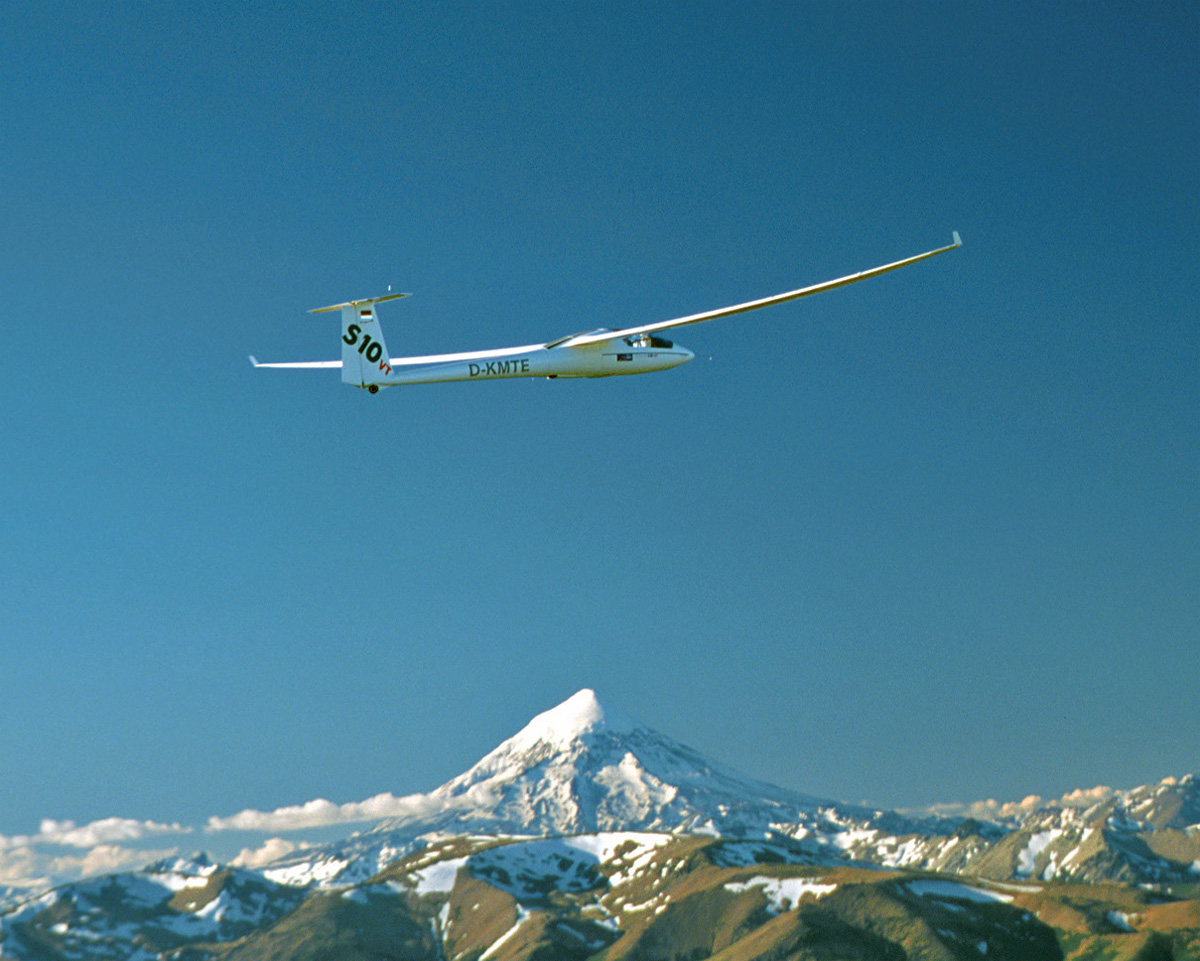
Volcán Lanín desde un avión de investigación.
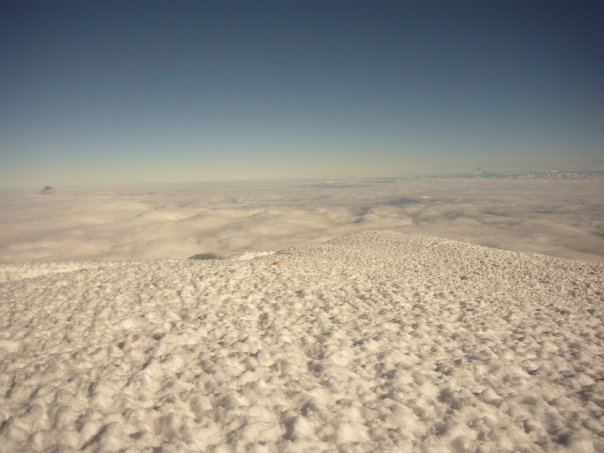
Vista desde la cumbre.
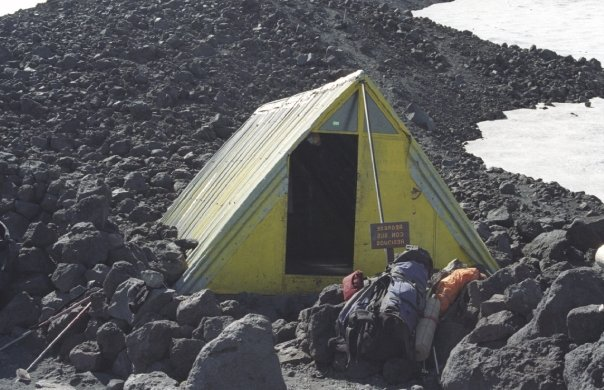
Último refugio.
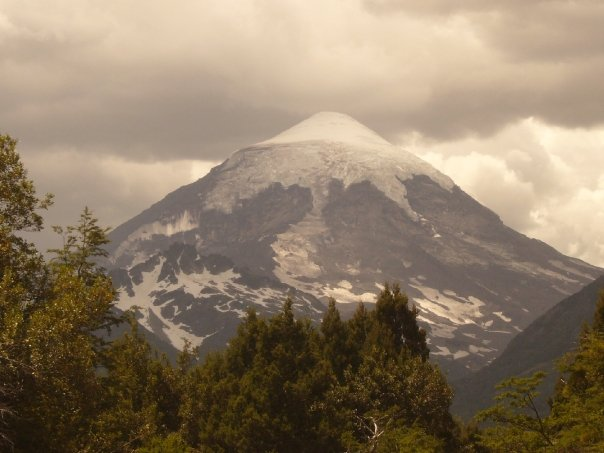
El desafío.